# Autoroute 402 (Ontario)
L'autoroute 402 est une autoroute ontarienne desservant le sud ouest de l'Ontario. Elle relie Sarnia en bordure de la frontière américaine, à London et l'autoroute 401.

## Sorties de l'ouest vers l'est
Autoroute 402